# Le Brignon
Le Brignon település Franciaországban, Haute-Loire megyében. Lakosainak száma 615 fő (2022. január 1.). Le Brignon Arlempdes, Cayres, Chadron, Costaros, Goudet, Landos, Saint-Martin-de-Fugères és Solignac-sur-Loire községekkel határos.

## Népesség
A település népességének változása:
| Lakosok száma | 745  | 577  | 542  | 572  | 601  | 594  | 601  | 609  | 610  | 615  |
|               | 1968 | 1982 | 1990 | 2006 | 2013 | 2015 | 2017 | 2019 | 2020 | 2022 |